# Gaio Emilio Mamercino
Gaio Emilio Mamercino (fl. IV secolo a.C.) è stato un politico e militare romano.

## Primo tribunato consolare
Nel 394 a.C. fu eletto tribuno consolare con Marco Furio Camillo, Lucio Furio Medullino, Lucio Valerio Publicola, Spurio Postumio Albino Regillense e Publio Cornelio Scipione.
A Furio Camillo fu affidata la campagna contro i Falisci che si concluse con la resa di Falerii a Roma.
A Gaio Emilio e Spurio Postumio fu invece affidata la campagna contro gli Equi. I due tribuni, dopo aver sbaragliato i nemici in campo aperto, decisero che mentre Gaio Emilio sarebbe rimasto a presidiara Verrugine, Spurio Postumio avrebbe saccheggiato le campagne degli Equi. Ma i romani, durante questa azione, furono sorpresi e sbaragliati da un attacco degli Equi.
Nonostante la sconfitta, e nonostante molti soldati di guarnigione a Verruggine, si erano rifugiati a Tuscolo, temendo un successivo attacco degli Equi, Postumio riuscì a riorganizzare l'esercito, e ad ottenere una nuova vittoria campale contro gli Equi.

## Secondo tribunato consolare
Nel 391 a.C. fu eletto tribuno consolare con Lucio Furio Medullino, Servio Sulpicio Camerino, Lucio Emilio Mamercino, Agrippa Furio Fuso e Lucio Lucrezio Tricipitino Flavo.
A Lucio Lucrezio e Gaio Emilio  fu affidata la campagna contro Volsinii, e ad Agrippa Furio e Servio Sulpico quella contro i Salpinati, interrotte a causa della pestilenzia che si era abbattuta su Roma.
I Romani ebbero facilmente sopravvento dei Volsinii durante la prima e unica battaglia campale, e iniziarono a razziarne il territorio, fino a che i Volsinii non ottennero una tregua ventennale, in cambio della restituzione di quanto razziato ai romani l'anno precedente, e la paga dei soldati romani per quest'anno.
I Salpinati, avuta notizia della disfatta degli alleati, si ritirarono nelle proprie roccaforti, lasciando il proprio territorio indifeso davanti alle razzie dei romani.
Fu durante questo tribunato che Marco Furio Camillo, accusato dal tribuno della plebe Lucio Apuleio, di aver distribuito in modo ingiusto il bottino bellico conseguito dalla presa di Veio, decise di andare in esilio volontario ad Ardea.
Intanto i Galli Senoni, condotti da Brenno, cingono d'assedio Chiusi, che invia degli ambasciatori a Roma, per chiederne l'aiuto.